# Triportheus signatus
Triportheus signatus är en fiskart som först beskrevs av Garman, 1890.  Triportheus signatus ingår i släktet Triportheus och familjen Characidae. Inga underarter finns listade i Catalogue of Life.